# ブートレッグ・シリーズ第1〜3集
『ブートレッグ・シリーズ第1〜3集』（英: The Bootleg Series Volumes 1–3 (Rare & Unreleased) 1961–1991）は、1991年にリリースされたボブ・ディランのコンピレーション・ボックス・セット。デビュー前の1961年から1989年のアルバム『オー・マーシー』までの、アウトテイク音源や未発表曲・未発表ライブを集めて収録している。
『ブートレッグ・シリーズ』は、それまでブートレグ（海賊盤）でしか聴くことができない入手困難な曲や未発表曲・未発表ライブをオフィシャルにリリースする公式盤のシリーズである。
ビルボード200チャートで最高49位、全英アルバム・チャートで32位、日本のオリコンで74位を記録した。RIAAによりゴールド・ディスクに認定されている。

## 収録曲
特記なき楽曲は、作詞・作曲: ボブ・ディラン

### Disc 1
1. ハード・タイムズ・イン・ニューヨーク・タウン - Hard Times in New York Town
1961年12月22日、「ミネソタ・ホテル・テープ」 Tony Glover 録音ホーム・テープ
2. ヒー・ウォズ・ア・フレンド・オブ・マイン - He Was a Friend of Mine
  - トラディショナル

1961年11月20日、『ボブ・ディラン』アウトテイク
3. マン・オン・ザ・ストリート - Man on the Street
1961年11月22日、『ボブ・ディラン』アウトテイク
4. ノー・モア・オークション・ブロック - No More Auction Block
  - トラディショナル

1962年10月グリニッジ・ヴィレッジ、カフェ「ガスライト」、ライブ
5. ハウス・カーペンター - House Carpenter
  - トラディショナル

1961年11月22日、『ボブ・ディラン』アウトテイク
6. トーキン・ベア・マウンテン・ピクニック・マサカー・ブルーズ - Talkin' Bear Mountain Picnic Massacre Blues
1962年4月25日、『フリーホイーリン・ボブ・ディラン』アウトテイク
7. レット・ミー・ダイ・イン・マイ・フットステップス - Let Me Die in My Footsteps
1962年4月25日、『フリーホイーリン・ボブ・ディラン』アウトテイク
8. ランブリング・ギャンブリング・ウィリー - Rambling, Gambling Willie
1962年4月24日、『フリーホイーリン・ボブ・ディラン』アウトテイク
9. トーキン・ハヴァ・ナギラ・ブルーズ - Talkin' Hava Negeilah Blues
1962年4月25日、『フリーホイーリン・ボブ・ディラン』アウトテイク
10. クイット・ユア・ロウ・ダウン・ウェイズ - Quit Your Low Down Ways
1962年7月9日、『フリーホイーリン・ボブ・ディラン』アウトテイク
11. ウォリッド・ブルーズ - Worried Blues
  - トラディショナル

1962年7月9日、『フリーホイーリン・ボブ・ディラン』アウトテイク
12. キングズポート・タウン - Kingsport Town
  - トラディショナル

1962年11月14日、『フリーホイーリン・ボブ・ディラン』アウトテイク
13. ウォーキン・ダウン・ザ・ライン - Walkin' Down the Line
1963年、Witmark Music Publishing Company 出版登録用デモ
14. ウォールズ・オブ・レッド・ウィング - Walls of Red Wing
1963年4月24日、『フリーホイーリン・ボブ・ディラン』アウトテイク
15. パス・オブ・ヴィクトリー - Paths of Victory
1963年8月12日、『時代は変る』アウトテイク
16. トーキン・ジョン・バーチ・パラノイド・ブルーズ - Talkin' John Birch Paranoid Blues
1963年10月26日ニューヨーク、カーネギー・ホール、ライブ
17. フー・キルド・デイヴィー・ムーア？ - Who Killed Davey Moore?
1963年10月26日ニュー・ヨーク、カーネギー・ホール、ライブ
18. オンリー・ア・ホーボー - Only a Hobo
1963年8月12日、『時代は変る』アウトテイク
19. ムーンシャイナー - Moonshiner
  - トラディショナル

1963年8月12日、『時代は変る』アウトテイク
20. 船が入って来るとき - When the Ship Comes In
1963年、Witmark Music Publishing Company 出版登録用デモ
21. 時代は変わる - The Times They Are A-Changin'
1963年、Witmark Music Publishing Company 出版登録用デモ
22. ラスト・ソーツ・オン・ウディ・ガスリー - Last Thoughts on Woody Guthrie
1963年4月12日、タウン・ホール、ライブ、詩朗読

### Disc 2
1. セヴン・カーシズ - Seven Curses
1963年8月6日、『時代は変る』アウトテイク
2. エターナル・サークル - Eternal Circle
1963年10月24日、『時代は変る』アウトテイク
3. スージー（ザ・コフ・ソング） - Suze （The Cough Song）
1963年10月24日、『時代は変る』アウトテイク
4. ママ・ユー・ビーン・オン・マイ・マインド - Mama, You Been on My Mind
1964年6月9日、『アナザー・サイド・オブ・ボブ・ディラン』アウトテイク
5. フェアウェル・アンジェリーナ - Farewell, Angelina
1965年1月13日、『ブリンギング・イット・オール・バック・ホーム』アウトテイク
6. サブタレニアン・ホームシック・ブルーズ - Subterranean Homesick Blues
1965年1月13日、『ブリンギング・イット・オール・バック・ホーム』オルタネイト・テイク（アコースティック・バージョン）
7. イフ・ユー・ガッタ・ゴー、ゴー・ナウ - If You Gotta Go, Go Now （Or Else You Got to Stay All Night）
1965年1月15日、『ブリンギング・イット・オール・バック・ホーム』アウトテイク
8. シッティング・オン・ア・バーブド・ワイヤー・フェンス - Sitting on a Barbed Wire Fence
1965年6月15日、『追憶のハイウェイ61』アウトテイク
9. ライク・ア・ローリング・ストーン - Like a Rolling Stone 
1965年6月15日、スタジオ・リハーサル、オリジナル・ショート・バージョン3/4拍子ワルツ
10. 悲しみは果てしなく - It Takes a Lot to Laugh, It Takes a Train to Cry
1965年6月15日、『追憶のハイウェイ61』オルタネイト・テイク
11. アイル・キープ・イット・ウィズ・マイン - I'll Keep It with Mine
1966年1月27日、スタジオ・リハーサル
12. シーズ・ユア・ラヴァー・ナウ - She's Your Lover Now
1966年1月21日、『ブロンド・オン・ブロンド』アウトテイク
13. アイ・シャル・ビー・リリースト - I Shall Be Released
1967年秋、『地下室（ザ・ベースメント・テープス）』レコーディング
14. サンタフェ - Santa-Fe
1967年秋、『地下室（ベースメント・テープ）』レコーディング
15. イフ・ノット・フォー・ユー - If Not for You
1970年5月1日、『新しい夜明け』オルタネイト・テイク
16. ウォールフラワー - Wallflower
1971年11月4日、未発表曲
17. ノーバディ・エクセプト・ユー - Nobody 'Cept You
1973年11月2日、『プラネット・ウェイヴズ』アウトテイク
18. ブルーにこんがらがって - Tangled Up in Blue
1974年9月16日、『血の轍』オルタネイト・テイク
19. コール・レター・ブルーズ - Call Letter Blues
1974年9月16日、『血の轍』アウトテイク
20. 愚かな風 - Idiot Wind
1974年9月19日、『血の轍』オルタネイト・テイク

### Disc 3
1. 彼女に会ったらよろしくと - If You See Her, Say Hello
1974年9月16日、『血の轍』オルタネイト・テイク
2. ゴールデン・ルーム - Golden Loom
1975年7月30日、『欲望』アウトテイク
3. キャットフィッシュ - Catfish
  - 作詞・作曲: ディラン、ジャック・レヴィ

1975年7月28日、『欲望』アウトテイク
4. セヴン・デイズ - Seven Days
1976年4月21日フロリダ州タンパ、ライブ
5. イェ・シャル・ビー・チェンジド - Ye Shall Be Changed
1979年5月2日、『スロー・トレイン・カミング』アウトテイク
6. エヴリー・グレイン・オブ・サンド - Every Grain of Sand
1980年9月23日、Special Rider Music 出版登録用デモ
7. ユー・チェンジド・マイ・ライフ - You Changed My Life
1981年4月23日、『ショット・オブ・ラブ』アウトテイク
8. ニード・ア・ウーマン - Need a Woman
1981年5月4日、『ショット・オブ・ラブ』アウトテイク
9. アンジェリーナ - Angelina
1981年5月4日、『ショット・オブ・ラブ』アウトテイク
10. サムワンズ・ゴッタ・ア・ホールド・オブ・マイ・ハート - Someone's Got a Hold of My Heart
1983年4月25日、『インフィデル』アウトテイク、『エンパイア・バーレスク』「タイト・コネクション」初期バージョン
11. テル・ミー - Tell Me
1983年4月21日、『インフィデル』アウトテイク
12. ロード・プロテクト・マイ・チャイルド - Lord Protect My Child
1983年5月3日、『インフィデル』アウトテイク
13. フット・オブ・プライド - Foot of Pride
1983年4月25日、『インフィデル』アウトテイク
14. ブラインド・ウィリー・マクテル - Blind Willie McTell
1983年5月5日、『インフィデル』アウトテイク
15. ウェン・ザ・ナイト・カムズ・フォーリング・フロム・ザ・スカイ - When the Night Comes Falling from the Sky
1985年2月19日、『エンパイア・バーレスク』オルタネイト・テイク
16. シリーズ・オブ・ドリームズ - Series of Dreams
1989年3月23日、『オー・マーシー』アウトテイク

## リリース
日本
日本では1991年にボックス・セットが初回生産限定でリリースされたが、1993年に軽装盤として通常発売された。
| 日付           | レーベル | 規格 | カタログ番号        | 付記                                                                                              |
| -------------- | -------- | ---- | ------------------- | ------------------------------------------------------------------------------------------------- |
| 1991年7月1日   | ソニー   | 3CD  | SRCS 5502･5503･5504 | 初回生産限定、グラミー賞受賞記念大型ポスター封入（日本盤のみ）、LPサイズ（30cm×30cm）ボックス入り |
| 1993年9月22日  | ソニー   | 3CD  | SRCS 6811･6812･6813 | 軽装盤                                                                                            |
| 2006年10月18日 | ソニー   | 3CD  | MHCP-1154･1155･1156 | 1997年デジタル・リマスター、完全生産限定盤                                                        |